# 이베트 지로

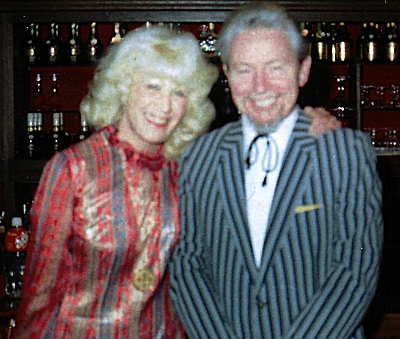

이베트 지로(Yvette Giraud, 본명은 이베트 우롱(Yvette Houron), 애칭은 마드무아젤 오르탕지아(Mademoiselle Hortensia), 1916년 9월 14일 ~ 2014년 8월 3일)는 프랑스의 여성 가수 겸 작사가이다.

## 생애
파리에서 태어났다. 1935년 프랑스 파리에서 레코드 회사의 작사가 겸 타이피스트로 첫 입문하였고 그로부터 11년 후인 1946년 가수로 데뷔하였으며 이후 가수와 작사가로 활동하였다.
이후 1990년대 후반에까지 프랑스의 원로급 샹송 가수로서 인기를 누린 그녀는 2014년 8월 3일, 프랑스 알자스 지방 바랭주 스트라스부르에서 향년 98세로 별세하였다.

## 유명세
그녀는 보통적으로 대한민국 국내에서는 《Mademoiselle hortensia》와 《Papa aime maman》 등의 노래 작품이 각각 대중적인 히트를 거둔 가수로 널리 잘 알려져 있다.